# イングランドの都市および非都市カウンティ
都市および非都市カウンティ（としおよびひとしカウンティ 英: metropolitan and non-metropolitan counties）は、地方行政に使われるイングランドの行政区画の4階層の一つである。数回にわたる立法の結果、この階層には複数の行政区分が混在し、#2019年から2021年に自治体再編を進めている。

## 歴史
現在の都市および非都市カウンティという行政構造は、1974年4月1日に発効し、同時に行政カウンティとカウンティ・バラは廃止された。グレーター・ロンドンは1965年に別の法律によって創設された。
1990年代に新しいタイプの非都市カウンティ、すなわちカウンティとディストリクトの機能と権限をまとめた単一自治体が創設された。既存の非都市カウンティは、単一自治体との区別のためシャイア・カウンティと呼ばれるようになった。

### 1972年の地方行政法
1960年代の終わりには、イングランドおよびウェールズの地方行政機構に改革が必要であることがはっきりしてきた。ハロルド・ウィルソンの労働党政権は大規模改革の提案を目的としたレドクリフ-モード委員会を設置した。委員会の報告書はイングランドのほとんど全域で地方行政機構の2層構造を廃止して、既存の行政区画を無視し、むしろ地理的境界を優先した58の単一自治体を設置して地図をすっかり書き換えてしまうことを提案した。マージーサイド、サウスイースト・ランカシャーおよびノースイースト・チェシャー、バーミンガム地域の3都市地区では、3つの都市地区に20のディストリクト級の行政体を設置するよう想定されていた。
時の野党であるエドワード・ヒース率いる保守党はこの提案に反対した。保守党は1970年の総選挙で勝利をおさめ、独自の地方行政機構を定める作業に着手した。これにより単一自治体という概念は放棄され（カウンティ・バラはあったものの）、イングランドおよびウェールズ全域は一様にカウンティとディストリクトへと分割された。イングランドでの新区画は基本的には伝統的カウンティを規範としていたが、都市部以外では抜本的な地区再編が進められた地域もあった。
地方行政再編の結果として誰の忠誠にも影響はなかろうとの再三の政府からの保証にもかかわらず、地方からの強い反対があがり、最も過激な変更は取り下げられた。政府が固執した点の一つは、規模の小さいカウンティの統合である。ラトランドとヘレフォードシャーの存続キャンペーンは不首尾に終わったが、ワイト島はその伝統的カウンティであるハンプシャーに編入されたものの、地理的隔離ゆえに独自のカウンティ・カウンシルの維持を認められた。
この地方行政法は1972年に議会を通過し、イングランドのカウンティならびに都市ディストリクトを規定したが、非都市ディストリクトについては規定がなく、既に活動を始めていた境界委員会によって規定された。
都市カウンティは以下の通りである。
- マージーサイド - リヴァプール周辺を基本に、ランカシャー南西部、チェシャー北西部のウィラール周辺、マージー川対岸
- 大マンチェスタ州 - マンチェスター市街地ならびに周辺の町多数
- サウスヨークシャー - ウェスト・ライデイング・オブ・ヨークシャー（英語版）のシェフィールド-ロサーハム地区を基本
- タインアンドウィア - ノーサンバーランドのニューカッスル-アポン-タイン、ダラムのサンダーランド周辺を基本とするタインサイド（英語版）都市圏
- ウエスト・ミッドランズ - ブラック・カントリー（英語版）ならびにコヴェントリーを含むバーミンガム都市圏
- ウェストヨークシャー - ウェスト・ライデイング（英語版）のリーズ-ブラッドフォード地区

それ以外の主要な変更点は以下の通りである。
- サマセット北部、グロスターシャー南部、ブリストルならびにバースよりエイヴォン（英語版）を構成
- ダラム南部、ガイズバラ（英語版）およびハートリプール周辺を含むティーズサイド（英語版）都市圏を中心としたノース・ライディング（英語版）北部よりクリーヴランド（英語版）を構成
- ウェストモーランド（英語版）、カンバーランドならびにランカシャーおよびヨークシャーの一部よりカンブリアを構成
- ヘレフォードシャーとウスターシャーを併合してヘレフォード・アンド・ウスター（英語版）に
- ヨークシャー東部およびリンカンシャー北部よりハンバーサイド（英語版）を構成
- ハンティンドン・アンド・ピーターバラ（英語版）をケンブリッジシャーに
- ラトランドを一ディストリクトとしてレスターシャーに編入
- バークシャーのかつてのカウンティ・タウンであるアビンドンを含むヴェール・オブ・ホワイトホース（英語版）をオックスフォードシャーに編入し、ワリンフォード（英語版）ならびにディドコット周辺地域とともにサウスオクスフォードシャー（英語版）ディストリクトの西半分に
- ボーンマスをハンプシャーからドーセットへ移し、姉妹市プールと合併

### 1974年から1995年の区分図
| 1974年から1995年にかけてのイングランドのカウンティ | |
| | |
| 1. ノーサンバーランド 2. タインアンドウィア 3. ダラム 4. クリーヴランド 5. ノースヨークシャー 6. カンブリア 7. ランカシャー 8. マージーサイド 9. グレーター・マンチェスター 10. ウェストヨークシャー 11. サウスヨークシャー 12. ハンバーサイド 13. リンカンシャー 14. ノッティンガムシャー 15. ダービシャー 16. チェシャー 17. シュロップシャー 18. スタッフォードシャー 19. ウエスト・ミッドランズ 20. ウォリックシャー 21. レスターシャー 22. ノーサンプトンシャー 23. ケンブリッジシャー | 1. ノーフォーク 2. サフォーク 3. エセックス 4. ハートフォードシャー 5. ベッドフォードシャー 6. バッキンガムシャー 7. オックスフォードシャー 8. グロスターシャー 9. ヘレフォード・アンド・ウスター 10. エイヴォン 11. ウィルトシャー 12. バークシャー 13. グレーター・ロンドン 14. ケント 15. イーストサセックス 16. ウェストサセックス 17. サリー 18. ハンプシャー 19. ワイト島 20. ドーセット 21. サマセット 22. デヴォン 23. コーンウォール |

### 都市カウンティカウンシルの廃止
1986年、サッチャー政権は中央政府での論争に続いて都市カウンティ・カウンシルならびにグレーター・ロンドン・カウンシルを廃止したが、カウンティそのものは法的に存続した。

### 1992年の地方行政法

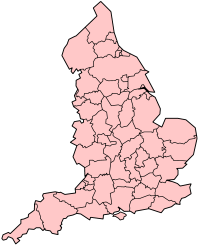
1996年4月1日から1997年4月1日まで

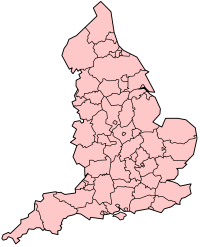
1997年4月1日から1998年4月1日まで

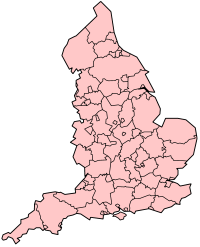
1998年4月1日以降

1990年代、一部のカウンティ・バラがカウンティの機能を併せ持つ単一自治体に再編されるなど、イングランドの行政地図は大きく変化した。再編は数次に渡って行われた。
1995年4月1日、ワイト島が単一自治体となった。かつてはワイト島カウンティカウンシルと、バラ・カウンシルのメディナ、サウスワイトよりなる2層構造であった。同日グレーター・ロンドンとの境界にあるサリーならびにバッキンガムシャーの小地域がバークシャーへ移された。
1996年4月1日、人口の少ないエイヴォン、ハンバーサイド、クリーヴランドの3カウンティが廃止され、各地域は単一自治体に分割された。同日、ヨークが拡張の上でノース・ヨークシャーから分離された。
1997年4月1日、ボーンマス、ダーリントン、ダービー、レスター、ルートン、ミルトンキーンズ市、プール、ポーツマス、ラトランド、サウスハンプトンの各ディストリクトが単一自治体となった。また、ブライトンおよびホーヴ・ディストリクトが併合されて、新しい単一自治体ブライトン・アンド・ホーヴとなった。
1998年4月1日、ブラックプール、ブラックバーン・ウィズ・ダーウェン、ハルトン、メドウェイ、ノッティンガム、ピーターバラ、プリマス、スウィンドン、ストーク-オン-トレント、サウスエンド・オン・シー、テルフォード・アンド・レキン、トーベイ、サーロック、ウォリントンが単一自治体となり、ヘレフォード・アンド・ウスターが廃止され、ヘレフォードシャー単一自治体とウスターシャー・シャイア・カウンティに置き換えられた。バークシャーは6単一自治体に分割されたが、法的な廃止はなされなかった。

## 現在のイングランドにおける都市および非都市カウンティ
| イングランドの都市および非都市カウンティ | | |
| | | |
| 1. ノーサンバーランド 2. タイン・アンド・ウィア† 3. ダラム 4. カンブリア 5. ランカシャー 6. ブラックプール* 7. ブラックバーン・ウィズ・ダーウェン* 8. ウェスト・ヨークシャー† 9. ノース・ヨークシャー 10. ダーリントン* 11. ストックトン＝オン＝ティー* 12. ミドルズブラ* 13. ハートルプール* 14. レッドカー・アンド・クリーヴランド* 15. ヨーク* 16. イースト・ライディング・オブ・ヨークシャー* 17. ハル* 18. ノース・リンカンシャー* 19. ノース・イースト・リンカンシャー* 20. リンカンシャー 21. ノッティンガムシャー 22. ノッティンガム* 23. サウス・ヨークシャー† 24. ダービシャー 25. ダービー* 26. グレーター・マンチェスター† 27. マージーサイド† 28. ハルトン* | 1. ウォリントン* 2. チェシャー 3. シュロップシャー 4. テルフォード・アンド・レキン* 5. スタッフォードシャー 6. ストーク＝オン＝トレント* 7. ウェスト・ミッドランズ† 8. ウォリックシャー 9. レスターシャー 10. レスター* 11. ラトランド* 12. ノーサンプトンシャー 13. ピーターバラ* 14. ケンブリッジシャー 15. ノーフォーク 16. サフォーク 17. エセックス 18. サウスエンド・オン・シー* 19. サーロック* 20. ハートフォードシャー 21. ベッドフォードシャー 22. ルートン* 23. ミルトンキーンズ市* 24. バッキンガムシャー 25. オックスフォードシャー 26. グロスターシャー 27. ウスターシャー | 1. ヘレフォードシャー* 2. サウス・グロスターシャー* 3. ブリストル* 4. ノース・サマセット* 5. バース・アンド・ノース・イースト・サマセット* 6. ウィルトシャー 7. スウィンドン* 8. バークシャー‡ 9. グレーター・ロンドン¹ 10. メドウェイ* 11. ケント (イングランド) 12. イースト・サセックス 13. ブライトン・アンド・ホーヴ* 14. ウェスト・サセックス 15. サリー 16. ハンプシャー 17. サウスハンプトン* 18. ポーツマス* 19. ワイト島* 20. ドーセット 21. プール* 22. ボーンマス* 23. サマセット 24. デヴォン 25. トーベイ* 26. プリマス* 27. コーンウォール |

凡例
* 単一自治体
† 都市カウンティ（カウンティ・カウンシルを持たない）
‡ 非都市カウンティ（カウンティ・カウンシルを持たない）
¹ 「行政地区」かつリージョン（カウンティではない）

### 都市カウンティ
都市カウンティはグレーター・マンチェスター、マージーサイド、サウスヨークシャー、タインアンドウィア、ウエスト・ミッドランズ、ウェストヨークシャーである。典型的人口は120万人から280万人。
これらカウンティのカウンシルはサッチャー政権により、実際的な理由というよりは政治的事情により1986年に廃止されたが、法的にはまだ存在している。これらは行政上や地理上の目的で使われ、現在でも典礼カウンティである。かつてのカウンティカウンシルの権限のほとんどは大都市バラ（事実上の単一自治体）に移譲されて、現在も都市カウンティ級の連合体は緊急サービス、市民防衛、公共交通を運営している。

### 非都市カウンティ

#### シャイア・カウンティ
シャイア・カウンティとは非公式の呼び名であり、複数の非都市ディストリクトからなる非都市カウンティを指す。名前が「シャー」で終わっているとは限らない。シャイア・カウンティは27ある。
- バッキンガムシャー
- ケンブリッジシャー
- カンブリア
- ダービシャー
- デヴォン
- ドーセット
- イーストサセックス

- エセックス
- グロスターシャー
- ハンプシャー
- ハートフォードシャー
- ケント
- ランカシャー
- レスターシャー
- リンカンシャー
- ノーフォーク
- ノーサンプトンシャー
- ノースヨークシャー

- ノッティンガムシャー
- オックスフォードシャー
- サマセット
- スタッフォードシャー
- サフォーク
- サリー
- ウォリックシャー
- ウェストサセックス
- ウスターシャー

地方自治体の行政改革の法令が2009年に施行されると、シャイア・カウンティの総数は減らされた。非都市カウンティのベッドフォードシャーならびにチェシャーはそれぞれ別個の非都市カウンティ2件ずつに分割した。コーンウォール、ダーラム（カウンティ）、ノーサンバーランド、シュロップシャー、ウィルトシャーの階層は単一都市に変更した。
全てにカウンティ・カウンシルがある。カウンティカウンシルを持たないバークシャーを除外するために「シャイア・カウンティ」ということもある。
都市化はあまり進まず典型的人口は 10万9000 人から140万人。

#### 単一自治体
単一自治体(Unitary Authority) とはカウンシルを一つだけ有する次の56地区を指す。
- バース・アンド・ノース・イースト・サマセット
- en:Bedford
- ブラックバーン・ウィズ・ダーウェン
- ブラックプール
- ボーンマス
- en:Christchurch & Poole
- ブライトン・アンド・ホヴ
- ブリストル
- en:Buckinghamshire
- en:Central Bedfordshire
- en:Cheshire East
- en:Cheshire West and Chester
- en:Darlington
- ダービー
- ダーリントン（英語版）
- en:Dorset
- イースト・ライディング・オブ・ヨークシャー
- ハルトン（英語版）
- Hartlepool
- ヘレフォードシャー
- en:Kingston upon Hull

- レスター
- ルートン
- メドウェイ（英語版）
- ミドルズバラ
- Borough of Milton Keynes
- ノースイースト・リンカンシャー（英語版）
- ノース・リンカンシャー
- ノースサマセット（英語版）
- ノッティンガム
- ピーターバラ
- プリマス
- ポーツマス

- レッドカー・アンド・クリーヴランド（英語版）
- ラトランド
- サウスハンプトン
- サウスエンド・オン・シー
- サウスグロスターシャー（英語版）
- ストックトン-オン-ティー（英語版）
- ストーク-オン-トレント
- スウィンドン（英語版）
- テルフォード・アンド・レキン（英語版）
- サーロック（英語版）
- トーベイ
- ウォリントン
- ヨーク

これらのうち50ヵ所は非都市カウンティと地理上は一致する。ディストリクト・カウンシルを一つだけ有し、カウンティ・カウンシルは持たないと定められた地区は44ある。
次の6地区は法律上はカウンティ・カウンシルを有しディストリクト・カウンシルは持たないが、実際上は同じことである。
- ワイト島
- コーンウォール
- ダーラム
- ノーサンバーランド
- シュロップシャー
- ウィルトシャー

バークシャーを構成する単一自治体6件は非都市カウンティではないものの、事実上カウンティカウンシルのないままバークシャー内に存続するという特異な状態にある。
- en:West Berkshire
- en:Reading
- en:Wokingham
- en:Bracknell Forest
- en:Windsor and Maidenhead
- en:Slough

## イングランドにおける例外
地方自治体に関する1972年の法令（Local Government Act 1972）により都市カウンティと非都市カウンティ、ディストリクトに再編する方式が導入された。イングランドの2つの地域は新方式から除外されて今日に至る。（2021年9月時点）

### グレーター・ロンドン
グレーター・ロンドンはリージョンの1つであるとともにカウンティレベルの行政区画でもある。域内にはシティ・オブ・ロンドンと32のロンドン特別区の合計33の自治体がある。
グレーター・ロンドンはロンドン行政法（1963年制定）に基づき、1965年にかつてのカウンティ・オブ・ロンドン、ミドルセックスの大部分、隣接する他のカウンティの一部を統合して設置され、1972年の自治体再編からは除外された。当初はグレーター・ロンドン・カウンシルを置いていたが、1986年に都市カウンティのカウンシルと同時に廃止された。1994年に新設された区分であるリージョンの1つとなると全体を統括する組織が再度設置され、2000年には公選制のロンドン議会とロンドン市長が置かれた。これらは2011年に他のリージョンの行政機関が廃止された後も存続している。
典礼カウンティとしてはロンドン特別区を管轄する「グレーター・ロンドン」とシティ・オブ・ロンドンに二分される。

## 2009年の構造改革
以下の非都市カウンティが2009年4月より施行された。
| 非都市カウンティ名           | 措置                     |
| ---------------------------- | ------------------------ |
| en:Borough of Bedford        | 新規（旧ディストリクト） |
| en:Bedfordshire              | 廃止                     |
| en:Central Bedfordshire      | 新規                     |
| en:Cheshire                  | 廃止                     |
| en:Cheshire East             | 新規                     |
| en:Cheshire West and Chester | 新規                     |

ベッドフォードシャーとチェシャーは格付けを典礼カウンティに変更し、同名の非都市カウンティとは扱いを分ける結果となった。

## 2019年と2020年の再編
ドーセット、バッキンガムシャーの単一自治体を再編した。2021年にノーサンプトンシャーでも行政改革を施行の予定。